# Oxacis dugesi
Oxacis dugesi är en skalbaggsart som beskrevs av Champion 1890. Oxacis dugesi ingår i släktet Oxacis och familjen blombaggar. Inga underarter finns listade i Catalogue of Life.